# Cryptops calinus
Cryptops calinus är en mångfotingart som beskrevs av Chamberlin 1957. Cryptops calinus ingår i släktet Cryptops och familjen Cryptopidae.
Artens utbredningsområde är Colombia. Inga underarter finns listade i Catalogue of Life.